# 麒麟館グラフィティー
『麒麟館グラフィティー』（きりんかんグラフィティー）は、吉村明美による日本の漫画作品。

## 概要
- 連載情報
  - 本編：『プチコミック』（小学館）1986年4月号 - 1992年1月号/全62回
  - 番外編：「麒麟館グラン・マ」（単行本用描き下ろし）
  - 番外編：「柊の実 赤い」（プチコミック1992年2月号）
  - 番外編：「ポートレート」（プチコミック1992年3月号）

単行本全13巻、番外編全1巻、文庫版全8巻が刊行されている。 
2007年、台湾にて阿部力主演で『麒麟館之恋』の題でテレビドラマ化されると報道されたことがあるが続報がない。

## あらすじ
舞台は、北海道・札幌市、古ぼけたアパート・麒麟館。
管理人を務めていた曾祖母が亡くなり、新しく管理人としてやってきた森川妙は、真夜中麒麟館へ向かう途中に、道の真ん中で熱を出しうずくまっている女性を助ける。
翌朝、彼女は妙が3年前まで片思いをしていた先輩・宇佐美秀次の妻・菊子であると判明。菊子は秀次と喧嘩をし、家出してきたと言う。帰りたがらない菊子を迎えに来てもらおうと、秀次のもとへ向かった妙は、今まで知らなかった彼の一面を知り軽蔑、菊子にも「気の済むまでここにいればいい」と伝える。
妙、菊子、秀次、麒麟館の住人らの切なくも温かい物語。

## 登場人物

### 主要人物
森川 妙（もりかわ たえ）
22歳。麒麟館の管理人。卒論が間に合わず、留年。大学5年生。宇佐美秀次に憧れていた。サークル・北方生活研究会の仲間たちとインテリア雑誌を作る。その腕を買われ、後に秀次の会社で雇われる。
家事全般苦手。はっきりした男勝りな性格。
宇佐美 菊子（うさみ きくこ）
21歳。秀次の妻。16歳の時に秀次に「高校を卒業したら嫁に来い」と言われ、18歳で秀次と結婚。指先が器用で、裁縫などはお手の物。家事全般得意で主婦の鑑のような女性。
「好き」という感情がわく前に秀次と結婚してしまったため、秀次を好きになろうと努力したものの、甘えることも頼ることも許さない夫に暴力までふるわれ、家出を決意する。
複雑且つ不幸な生い立ちを持つために、周囲に遠慮してしまう癖がある。
宇佐美 秀次（うさみ ひでつぐ）
菊子の夫。菊子の類稀なる純粋さと従順さを気に入り妻にするが、そこに愛はなく、道具のように扱う。彼にとって妻とは、「一生ただで使える便利な女｣に過ぎない。菊子に暴力をふるっていた。
妙曰く、「恐ろしく頭が切れ、やることに無駄がなく、クールな男前。行動力も統率力も兼ね備えた男」。優秀な建築家。業界ではかなり名の通った人物。妙と関わっていくうちに今までにない感情が芽生え始める。
宇佐美家は地元では折り紙つきの名家。
火野 美棹（ひの みさお）
19歳。大学生。麒麟館の202号室の住人。「麒麟館の3バカ」の1人だが、一番まとも。菊子のことを好きになる。
実家は知床半島の宇登呂。母親が病弱だったため、家事は得意。
大学で、植物学を専攻していたため植物に詳しい。そこを見込まれ後に花屋に就職する。

### 麒麟館住人
梶井 純平（かじい じゅんぺい）
20歳。大学生。農学部に在籍。麒麟館の201号室の住人。「麒麟館の3バカ」の1人。酒が入ると、オカマ言葉になる。家賃滞納の常習犯。横山とは幼馴染み。
横山 是親（よこやま これちか）
20歳。大学生。農学部に在籍。麒麟館の203号室の住人。「麒麟館の3バカ」の1人。梶井と共に家賃滞納の常習犯。梶井とは幼馴染み。
志村 チカ（しむら ちか）
短大生。麒麟館の103号室の住人。漫画家を目指す。自分の容姿にコンプレックスを抱いていたが、菊子に励まされ少しずつ変化していく。
森川（妙の父）
35歳。妙の2番目の父、つまり妙にとっては義父。画家。20歳の時妙の母親との間に子を儲けるが、若さ故に夫・父親として支えていく自信が持てず、生まれる前に蒸発。麒麟館の屋根裏部屋に住む。得意料理は麻婆豆腐。
麒麟館は元々彼の祖母（こるり）のもの。

### その他
秀次の母
息子想いだが、決して菊子の言い分には耳を貸そうとしなかった。息子を過信し、家出した菊子を一方的に責めたが、後に息子のしていたことを知り、菊子とも和解する。夫は国会議員。
小川 佐保子（おがわ さほこ）
菊子の母。実家は代々続く古い旅館。15歳のときに旅館に勤める青年に強姦される。その時できた子が菊子。生まれてくる子のために親子以上も年の離れた男性と結婚する。
容子
秀次の従妹。実家は外科病院。数学の博士号を持つ才女。秀次がノルウェーにいた頃、一緒に暮らしていた。
秋元 十六夜（あきもと いざよ）
故人。妙の母親。23歳の時に夫と死別。31歳の時に森川と出会い、子を儲ける。20歳の学生を自分みたいなおばさんに縛りつけたらかわいそうだと思い、森川の蒸発は仕方ないと考えていた。森川が蒸発した後も、「いつか帰ってくる｣と信じていたが、十二指腸潰瘍が悪化し、急性腹膜炎で34歳の若さで亡くなる。
森川 こるり（もりかわ こるり）
故人。麒麟館の初代管理人。明治末期の生まれ。妙の義理の曾祖母。若い頃は女学校の教師をしており、学者の夫に結婚後3年で先立たれる。
口が達者で、麒麟館に入居したほとんどの住人はそれに嫌気が差し、2か月足らずで出て行ってしまった。
「部屋を汚すな」「音を立てて歩くな」「酒盛りするな」「大声を出すな」「トイレを汚すな」「夜更かしするな」「門限は21時｣「朝は6時起床｣など厳しい規則を決め、「麒麟館の鬼ババ」と呼ばれ、住人との喧嘩には決して負けることはなかった。というよりも住人の小言に耳を傾けなかった。

## 麒麟館とは
- 才能ある若者を「麒麟児」と呼ぶのにあやかり、夢や希望にあふれる若者の家にしたいという思いから「麒麟館」と名づけられた。
- 昭和5年に建てられたアパート。赤い屋根に縦長の格子窓が特徴。
- 家賃は2万円。管理人部屋以外には風呂なしの模様。
- トイレは1階･2階に一つずつ。
- 部屋は管理人室を含めて6部屋。話の中では、102号室は空室。